# Moderna

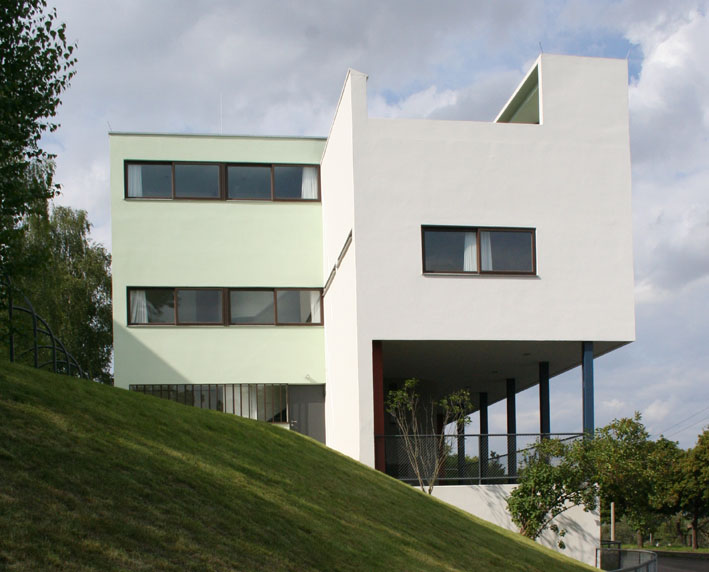
Jedna z vil dělnické kolonie Weissenhof navržená francouzským modernistickým architektem Le Corbusierem

Moderna (z lat. modernus, nynější, nový) je velmi obecné označení pro různé umělecké, filosofické i náboženské proudy, které se vesměs vymezují proti nějakým předchozím a starším. V širším slova smyslu i označení pro modernitu, životní styl a postoje současné doby, pro evropský (západní) novověk, případně i jen jeho novější část.

## Původ a vývoj
Slovo pochází od latinského modo, teď, nyní a poprvé se vyskytuje ve středověku jako spíše ironické označení pro ty, kdo se domnívají, že přesáhli své předchůdce. Už v pozdním středověku však může označovat i proudy a hnutí, které se snaží překonat různé vady a nedostatky předchozího čili „starého“, jako například devotio moderna. Slovo „moderní“ se pak stává heslem těch, kdo se staví proti humanistickému obdivování antiky a soudí, že její výkony lze překonat, případně že už jsou překonány. Důležitou epizodou tohoto sporu bylo, když Descartes v Geometrii podal obecné řešení úlohy, která v antice platila jako neřešitelná. Koncem 17. století pak vznikl rovněž ve Francii „Spor starých a moderních“ (Querelle des anciens et des modernes), jehož téma – možnost překonání klasické antiky – se pak táhne až do současnosti. Slovo „moderní“ se tak stalo synonymem osvěty, pokroku, rozumu a svobody, protikladem starého tmářství a útlaku.
Už v romantismu se ale objevují postoje, které tuto modernu kritizují, vytýkají jí přerušení tradice, ztrátu hodnot, případně i rozbití morálky a společenské soudržnosti. K „moderně“ v pozitivním – i když velmi neurčitém – smyslu se koncem 19. století hlásí moderní umění, které se staví jak proti akademismu a jeho institucím, tak proti dekorativnímu historismu, nápodobě starších uměleckých slohů zejména v architektuře.

## Kritika moderny
Počátkem 20. století papež Pius X. ostře odsoudil modernismus v katolické církvi, reformní hnutí, které chtělo církev přiblížit současnému, „modernímu“ světu. Hlavním nositelem tohoto hnutí v Českých zemích byla Katolická moderna, spíše literární než filosofické sdružení katolických kněží. Někteří z nich byli církví odsouzeni a potrestáni, někteří pak patřili mezi zakladatele Církve československé, později husitské.
Opačnou kritiku moderny představuje tzv. postmoderna, málo vyhraněné původně umělecké a estetické, později i filosofické hnutí, jež moderně vytýká myšlenkový absolutismus, snahu prosadit za každou cenu jedinou cestu jako správnou a potlačit všechny alternativy. Postmoderna začala obhajobou uměleckého eklektismu a ve filosofii znamenala relativizaci všech původně metafysických představ.
Radikální kritiku moderny představují konzervativní myslitelé konce 20. století, například Leo Strauss nebo Alasdair MacIntyre, kteří pokládají vývoj moderní společnosti za slepou uličku. Bez společensky závazné a všemi přijímané morálky, bez obecné shody v zásadních etických otázkách není podle nich společnost vůbec možná.

## Příbuzné pojmy
- Moderní znamená současný nebo nedávný oproti starobylému či zastaralému.
- Modernita je to, co moderní dobu a moderní umění charakterizuje.
- Modernizace je oprava, nebo úprava zastaralého tak, aby odpovídalo současným potřebám.